# Valerius Valens
Valerius Valens (? – 317) là Hoàng đế của Đế quốc La Mã, trị vì từ cuối năm 316 đến ngày 1 tháng 3 năm 317. Rất ít thông tin chi tiết về cuộc đời của Valens, một số tài liệu chỉ cho biết trước đây ông từng giữ chức dux limitis (Quận công Biên thùy) tại xứ Dacia.
Trong cuộc nội chiến giữa Licinius và Constantinus I Đại Đế, người sau này đã giành được chiến thắng áp đảo tại Trận Cibalae vào ngày 8 tháng 10 năm 316. (một số sử gia xác định niên đại là năm 314), Licinius trốn tới Hadrianopolis, tại đây với sự trợ giúp của Valens, tập hợp một đội quân thứ hai. Hạ tuần tháng 12 năm 316, Licinius tuyên bố đưa Valens lên làm Augustus. Về sau, Licinius lợi dụng tìm một người khác lên ngôi để đối mặt trong cuộc nội chiến lần thứ hai với Constantinus I Đại Đế bằng cách bổ nhiệm Martinianus làm đồng Hoàng đế.
Dù các nguồn tài liệu chỉ đề cập đến Valens là Hoàng đế nhỏ (Caesar), nhưng thông qua những đồng tiền cổ đều cung cấp bằng chứng về tước vị Augustus của ông.
Vì tính do dự mà Licinius bị đánh bại tại Ardiensis Campus vào cuối năm 316 đến đầu năm 317, Constantinus I Đại Đế vẫn còn giữ được địa vị thống trị, nhờ đó đã buộc Licinius phải công nhận ông là Hoàng đế tối cao (Augustus), truất phế Valens và bổ nhiệm con ông là Caesar. Cuối cùng hiệp ước hòa bình được ký kết giữa đôi bên tại Serdica vào ngày 1 tháng 3 năm 317. Về phần Valens bị Licinius hành quyết cho đến chết, không rõ ông mất ở đâu.